# Transactions of the Royal Society of New Zealand
Transactions of the Royal Society of New Zealand (abreviado Trans. Roy. Soc. New Zealand) fue una revista científica con ilustraciones y descripciones botánicas que fue editada en Nueva Zelanda desde 1952 hasta 1961 y publicados los números vol. 80-88. Fue precedida por Transactions and Proceedings of the Royal Society of New Zealand y reemplazada por Transactions of the Royal Society of New Zealand, Botany.